# Traktarny zawod
Traktarny zawod (biał. Трактарны завод; ros. Тракторный завод, Traktornyj zawod) – stacja mińskiego metra położona na linii Autazawodskiej. Położona jest przy Mińskiej Fabryce Traktorów.
Otwarta została w dniu 12 grudnia 1990 roku.